# IC 2516
IC 2516 ist eine linsenförmige Galaxie vom Hubble-Typ S0-a im Sternbild Kleiner Löwe am Nordsternhimmel. Sie ist schätzungsweise 226 Millionen Lichtjahre von der Milchstraße entfernt.
Das Objekt wurde am 11. Mai 1896 von Stéphane Javelle entdeckt.